# Cristòfor Colom en la cultura popular

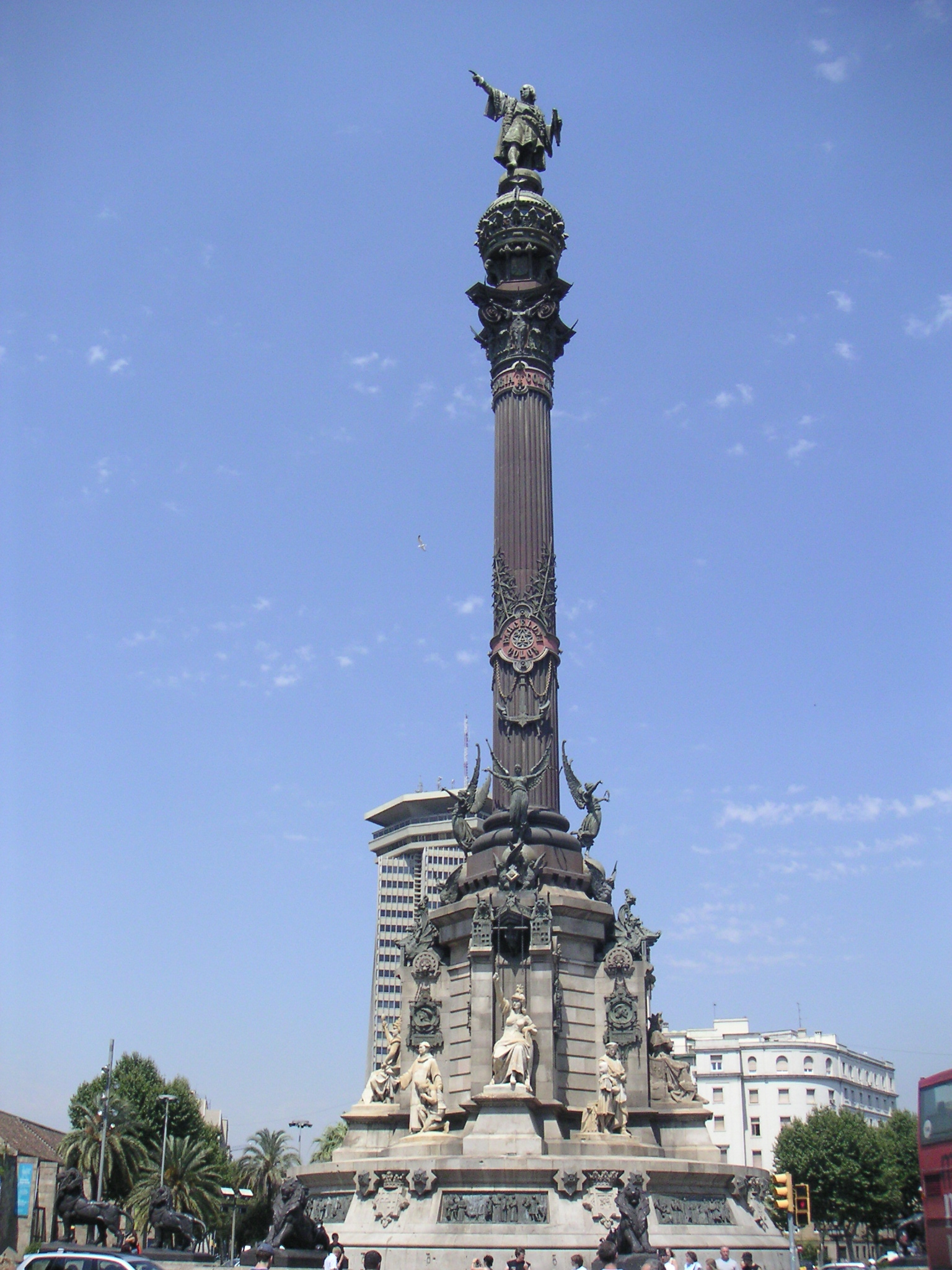
Monument a Colom (Barcelona)

Arran de la revolució que suposà la descoberta capitanejada per Cristòfor Colom, la seva figura i el seu nom, així com les seves variants, apareixen en un munt d'exemples, tant en les arts com en la cultura. Incomptables places i carrers porten el seu nom, així com escultures i monuments relacionats amb ell. La figura de Colom s'ha convertit en una icona mundial. Amb tot, com no podria ser d'altra manera, presenta la dualitat entre l'admiració, per haver dut a terme la descoberta, i l'animadversió, pels abusos comesos als pobles indígenes després de la descoberta.
En diferents Països es commemora el dia del "descobriment" d'Amèrica per part d'en Colom el 12 d'octubre de 1492. La data del descobriment s'ha convertit en dia festiu i reivindicatiu en moltes zones. A Espanya s'ha adoptat aquesta data, 12 d'octubre, com a Dia de la Hispanidad, als Estats Units d'Amèrica se celebra el Columbus Day, a diferents països de l'Amèrica llatina: Argentina (des de l'any 1917), Veneçuela (1921 - 2002), Mèxic (1928) i Xile (1931), celebren el Día de la Raza (a Espanya mantingué la mateixa denominació fins a l'any 1957, en què passa a nomenar-se Dia de la Hispanidad). A Veneçuela, el president Hugo Chávez canvià la denominació de Día de la Raza per Día de la Resistencia Indígena.
En la toponímia el nom de Colom és emprat a bastament arreu de la geografia terrestre: Colòmbia, país, deu el seu nom a l'Almirall; diferents regions, ciutats i rius com, per exemple, diverses capitals: Columbia (Carolina del Sud, Estats Units), Columbus (Ohio, Estats Units), districte de Colúmbia, districte federal on se situa la capital federal dels Estats Units, la Colúmbia Britànica (Brititsh Columbia) província del Canadà, el Riu Columbia als Estats Units, així com moltes altres ciutats: Colón (Panamà i la província homònima. A l'Argentina hi ha dues ciutats anomenades Colón (a les províncies de Buenos Aires i Entre Ríos), i a Cuba. Puerto Colón (a Paraguai), Ciudad Colón (Costa Rica), Villa Colón (Mèxic), San Juan de Colón (Veneçuela), San Marcos de Colón (Hondures).
Així mateix l'arxipèlag de Galápagos també rep el nom d'"archipiélago de Colón".
Com a excepció hem de mencionar la ciutat de Colombo a Sri Lanka, ja que aquest topònim no deriva del nom de l'almirall (en l'atles català de 1375 ja apareix mencionada dita ciutat).
Als Estats Units d'Amèrica, el referent femení similar a l'Oncle Sam és nomenat Columbia.
Les unitats monetàries principals de Costa Rica i del Salvador reberen el nom de colón.
A Espanya, concretament a la província de Huelva, s'ha creat una ruta historicoartística al voltant de la figura de Colom i els fets que envoltaren el descobriment. Aquesta ruta és nomenada la ruta dels Lugares colombinos i fou declarada conjunt historicoartístic de la província

## Dites al voltant de Colom
Escriu més que Colom
Dita en castellà força emprada a mitjan segle xvi fou recollida en temps de Carles V pèl seu bufó, Francesillo de Zuñiga. Fa referència al fet que tant l'almirall com els seus descendents deixaren gran nombre d'escrits
L'ou de Colom
El diccionario de la lengua española (RAE) defineix huevo de colón com a: «Cosa que aparenta tenir molta dificultat però resulta ser fàcil en conèixer el seu artifici». L'origen d'aquesta dita està relacionat amb una anècdota publicada per Girolamo Benzoni en el llibre Historia del Nuevo Mundo (Venècia, 1565). Aquesta anècdota ens situa en una juguesca entre Colom i grup de nobles. Com a resposta a una pregunta vers el descobriment Colom feu portar un ou a la taula i inquirí als nobles a provar que el dit ou es mantingués dret per si sol. Els nobles no foren capaços de fer mantenir dret l'ou i quan aquest tornà a les seves mans, Colom colpejà l'ou contra la taula, trencant-lo un xic, i propiciant que l'ou restes dempeus. Tot i que, probablement, aquesta anècdota és fantasiosa, ha fet fortuna i és força popular i coneguda.

## Cinema i televisió
La figura de Colom també ha estat retratada en el cinema i la televisió, incloent-hi minisèries, pel·lícules i dibuixos animats.
- Christopher Columbus (1949), dirigida per David MacDonald, basada en una novel·la de Rafael Sabatini i protagonitzada per Fredric March.
- Alba de América (1951), dirigida per Juan de Orduña, protagonitzada per Antono Vilar.
- Colón (1968), sèrie televisiva dirigida per Vittorio Cottafalvi, amb Francisco Rabal com protagonista.
- Cristobal Colón de oficio... descubridor (1982), paròdia de la vida del descobridor dirigida per Mariano Ozores, amb Andrés Pajares com a protagonista.
- Christopher Columbus (1985), sèrie televisiva dirigida per Alberto Lattuada, amb Gabriel Byrne en el paper protagonista.
- Réquiem por Granada (1990), sèrie televisiva de Vicente Escrivá, amb Juanjo Puigcorbé interpretant a Colom.
- Christopher Columbus: The Discovery (1992), dirigida per John Glen, basada en una història de Mario Puzo, amb George Corraface com a protagonista.
- 1492: Conquest of Paradise (1992), dirigida per Ridley Scott i protagonitzada per Gérard Depardieu.
- La colla boja (1992), comèdia
- Christopher Columbus: The Discovery (1992), pel·lícula biogràfica dirigida per Alexander Salkind

## Música
- Alessandro Scarlatti (1660–1725): Il Colombo ovvera L'India scoperta, és la primera òpera que es coneix sobre Colom, estrenada a Itàlia (1690).
- Vincenzo Fabrizi: Il Colombo, o La Scoperta delle Indie, òpera (1788).
- Wilhelm Friedrich Ernst Bach (1759–1845): Columbus oder Die Entdeckung Amerikas, cantata (net de Johann Sebastian Bach).
- Francesco Morlacchi (1784–1841): Colombo, òpera (1828)
- Ramon Carnicer i Batlle (1789-1855): Cristóforo Colombo, òpera, sobre un text italià de Felice Romani (1829)
- Gaetano Donizetti (1797–1848): Cristoforo Colombo, òpera
- Félicien David (1810-1876): Christophe Colomb, òpera (1847)
- Giovanni Bottesini (1821-1889): Cristoforo Colombo, òpera estrenada al Teatro Havana de Cuba (1848).
- Richard Wagner (1813-1883): Obertura per al drama de Theodor Apel Columbus (WWV 37).
- Heinrich von Herzogenberg (1843–1900): Columbus, cantata dramàtica
- Jacques Offenbach (1819–1880): Christopher Columbus, opereta, estrenada amb motiu del bicentenari dels Estats Units d'Amèrica (1876).
- Alberto Franchetti (1860-1942): Cristoforo Colombo, òpera, una de les més conegudes i estrenada a Gènova en commemoració del centenari del descobriment (1892)
- Francesc Vidal i Careta: Cristobal Colón, el 1892 al Teatre del Circ, de Barcelona
- Victor Herbert (1859-1924): Columbus Suite, Op. 35, suite programàtica (1893-1903)
- Darius Milhaud (1892-1974): Christophe Colomb òpera basada en l'obra Le livre de Christophe Colomb del poeta Paul Claudel (1930 i revisada el 1955).
- Werner Egk (1901–1983): Columbus, ràdio òpera (1933)
- Arthur Honegger (1892-1955), Christophe Colomb, joc radiofònic (1940)
- Sir William Walton (1902–1983): Christopher Columbus Suite (1942)
- Manuel de Falla (1876–1946): Atlàntida, òpera (1962)
- Philip Glass (1937): The Voyage, òpera (1992)
- Karl-Erik Welin (1934-1992): Christofer Columbus (1991)
- Lleonard Balada (1933): Cristòfol Colom, òpera (1986); Mort de Colom, òpera (1996)

## Pintura
| Quadre                                                 | Nom                                                    | Autor                                        | Data        | Dades tècniques |
| ------------------------------------------------------ | ------------------------------------------------------ | -------------------------------------------- | ----------- | --- |
| Retrat de Colom                                        | Retrat de Colom                                        | Sebastiano del Piombo (1485 — 1547)          | 1519        | Ubicació: Museu Metropolità d'Art de Nova York (Nova York) |
| Retrat de Colom                                        | Retrat de Colom                                        | Ridolfo Ghirlandaio (1483-1561)              | c.1520      | Ubicació: Museu del mar i la navegació, Gènova |
| Verge dels Navegants                                   | Verge dels Navegants                                   | Alejo Fernández (1475 – 1545)                | 1531-1536   | Ubicació: Sala dels Almiralls, Reials Alzázares de Sevilla Oli sobre fusta, 225 x 135 cm. Colom apareix a l'esquerra de la verge (vegeu detall en l'inici de l'article) |
| Colom oferint el nou món al reis catòlics              | Colom oferint el nou món al reis catolics              | González Velázquez, Antonio (1723-1793)      | Segle XVIII | |
| Retrat de Colom                                        | Retrat de Colom                                        | Rafael Tejedo (1798-1856).                   | 1828        | Ubicació: Museu Naval, Madrid 71 x 57 cm Aquest retrat serví per a il·lustrar un billet de 100 ptes.                                                                    |
| Desembarcament de Colom                                | Desembarcament de Colom                                | Vanderlyn, John (1776-1852)                  | 1847        | Ubicació: Capitoli dels Estats Units, Washington Oli sobre tela, 12' x 18'                                                                                              |
| Desembarcament de Colom                                | Desembarcament de Colom                                | Bierstadt, Albert (1830-1902)                |             | |
| Colom sortint de Palos                                 | Colom partint de Palos                                 | Ivan Konstantinovic Aivazovsky (1817 - 1900) | 1892        | El 22 d'Abril de 2009 fou subhastat per Sotheby's i adquirit per 1.594.500 dòlars                                                                                       |
| Colom partint de Palos                                 | Colom partint de Palos a bord de la Santa Maria        | Sorolla, Joaquim (1863 - 1923)               | 1910        | Ubicació: The Mariner's Museum, Newport News (Estats Units) |
| Colom exposant el seu projecte als frares de La Rábida | Colom exposant el seu projecte als frares de La Rábida | Daniel Vázquez Díaz                          | 1930        | Ubicació: Monestir de La Rábida, Palos de la Frontera (Huelva); forma part d'un conjunt de pintures murals que narren l'expedició de Colom                              |
|                                                        | Descobriment d'Amèrica                                 | Salvador Dalí (1904–1989)                    | 1959        | Oli sobre tela 410 cm × 284 cm Ubicació: Salvador Dalí Museum, St. Petersburg (Estats Units)                                                                            |

## Literatura

### Poesia
- Jacint Verdaguer, L'Atlàntida (1877)

### Literatura Històrica i de ficció
- Rodrigues dos Santos, José. El Códice 632.  Barcelona: ROCA EDITORIAL DE LIBROS, S.L., 2006. ISBN 9788496544413.
- Piqueras Gómez, Pedro. Colón. A Los Ojos De Beatriz.  MR Ediciones, 2006. ISBN 978-84-270-3284-2.
- Finley, Robert. Las Indias accidentales.  Barcelona: EDICIONES BARATARIA, 2002. ISBN 9788495764058.
- Vidal, Miguel Angel. El Jardí de les Hespèrides.  Palma: MOLL, 2008. ISBN 9788427321847.
- Marlowe, Stephen. Memorias de Cristóbal Colón.  Madrid: Mondadori, 1987. ISBN 84-397-1199-9.
- Ferrà i Martorell, Miquel. Memòries secretes de Cristòfor Colom.  La Magrana, 1983. ISBN 9788474101287.
- López Vergara, María Luisa. No serán las Indias.  Tusquets, 1988. ISBN 9788472232631.
- Blasco Ibañez, Vicente. En busca del gran Kan : (Cristóbal Colón).  Diverses edicions, 1929. ISBN 9788470307034.
- Nacher, enrique. Guanche.  Destino, 1957.
- Melero, Luis. Colón El Impostor.  Ediciones Temas de Hoy, 2006. ISBN 9788484605485.
- Scott Card, Orson. Observadores del pasado : la redención de Cristobal Colón.  Barcelona: Ediciones B, 1998. ISBN 8440681194. Arxivat 2009-08-25 a Wayback Machine.
- Ruiz Montañez, Miguel. La Tomba de Colom.  Barcelona: EDICIONES B, 02/10/2006. ISBN 84-666-3041-4.
- Levinas, Marcelo Leonardo. El último crimen de Colón.  Buenos Aires: Alfaguara, 2001. ISBN 9789505117376.
- Rosset, Edward. Cristóbal Colón : rumbo a Cipango.  Barcelona: Edhasa, 2002. ISBN 9788435060592.
- Cifuentes, Paula. La ruta de las tormentas.  Madrid: Martínez Roca, 2005. ISBN 9788427031845.
- Eslava Galán, Juan. El enigma de Colón y los descubrimientos de América.  Barcelona: Planeta, 2004. ISBN 9788408066798.
- Roa Bastos, Augusto. Vigilia del almirante.  Madrid: Alfaguara, D.L., 1992. ISBN 9788420481043.
- Reston, James. Los perros de Dios : Colón, la inquisición y la caída de Granada.  Barcelona: Destino, 2007. ISBN 9788423339181.
- Hiriart, Hugo. La destrucción de todas las cosas.  Madrid: Del Taller de Mario Muchnik, cop., 2008. ISBN 9788495303738.

Infantil i Juvenil
- Corbella, Felicitas; il·lustrador Adán Ferrer. Mi Padre Don Cristóbal Colón.  Saragossa: Edelvives, 1997. ISBN 84-263-1529-1.
- Sierra i Fabra, Jordi. I li van dir Colom.  Barcelona: EDEBE, 2006. ISBN 9788423681723.
- Molina Llorente, Maria Isabel. Colón, tras la ruta de poniente.  Alfaguara. ISBN 9788420469973.
- Villanes Cairo, Carlos. La otra orilla.  Madrid: Anaya, 2005. ISBN 9788420744902.
- Villanes Cairo, Carlos. Memorias del segundo viaje de Colón.  Madrid: Anaya, 2006. ISBN 9788466751797.
- Villanes Cairo, Carlos. El ocaso del gran navegante.  Madrid: Anaya, 2006. ISBN 9788466753579.
- Plaza, José María; il·lustracions de Julius Pozuelo de Alarcón. ¡Tierra a la vista! : la historia de Cristóbal Colón.  Madrid: Espasa Calpe, 2005. ISBN 9788467019575.
- Baumann, Hans. El Hijo de Colón.  Barcelona: Herder, 1958.

Còmic
- El quinto centenario

## Monuments dedicats a Colom
- El Monument a Colom a Bremerhaven. ( Fotografia)

 Argentina:
- El Monument a Colom a Buenos Aires.

 Bolívia
- El Monument a Colom a La Paz.

Colòmbia
- El Monument a Colom a Barranquilla. ( Fotografia)

- El Monument a la Reina Isabel i Cristòfor Colom a Bogotà.

 Cuba
- El Monument a Colom a Guardalavaca. ( Fotografia)

 Espanya:
-  Andalusia

- El Monument a Isabel la Catòlica i Cristòfor Colom a Granada. ( Fotografia)
- El Monument a Colom La Rábida (Palos de la Frontera). ( Fotografia)
- El Monument a Colom a Moguer.
- La Tomba de Colom a Sevilla. ( Fotografies)

-  Castella i lleó

- El Monument a Colom a Valladolid.

-  Catalunya

- El Monument a Colom a Barcelona.
- Estàtua Colom, Edifici Les Ameriques a L'Arboç.
- Capitell amb l'efígie de Colom a Sant Jeroni de la Murtra a Badalona( Fotografia)

-  Madrid

- El Monument a Colom a Madrid.

 Estats Units:
- El Monument a Colom a Columbus, Ohio. ( Fotografia)
- El Monument a Colom a New Haven (Connecticut), Connecticut. ( Fotografia)
- El Monument a Colom a Nova York.
- El Monument a Colom a Pittsburgh. ( Fotografia)

 Itàlia:
- El Monument a Colom a Gènova. ( Fotografies)
- El Monument a Colom a Milà. ( Fotografia)
- El Monument a Colom a Rapallo. ( Fotografia)

 Mèxic:
- El Monument a Colom a Ciutat de Mèxic.

 Portugal:
- El Monument a Colom a l'illa de Santa Maria, Illes Açores. ( Fotografia)
- El Monument a Colom a Funchal, Madeira. ( Fotografia)

 Regne Unit:
- El Monument a Colom a Londres. ( Fotografia)

 República Dominicana:
- El Monumento a Colón a Santo Domingo de Guzmán. ( Fotografia)

Enllaç Extern : Recull De monuments relacionats amb Colom

## Filatèlia i numismàtica
Segells
- 1892 - Valor Facial 5 ctvs. - Desembarca de Colon

 Equador:
- 1992 - Valor Facial 400 sucres - America y Colon

 Espanya:
- 1992 - Valor Facial 60 pta. - Colon y el descubrimiento
- 1992 - Valor Facial 60 pta. - Colon y el descubrimiento
- 1992 - Valor Facial 60 pta. - Colon y el descubrimiento
- 1992 - Valor Facial 60 pta. - Colon y el descubrimiento
- 1992 - Valor Facial 60 pta. - Colon y el descubrimiento
-  Catalunya

- 1943 - Valor Facial 5 c. - 450 Aniversario de la llegada de Colon a Barcelona.

 França
- 1992 - Valor facial: 2,5 francs - Cristobal Colon.

 Perú:
- 1995 - Valor facial: 1,50 s. - Desembarco de Colon.

 República Dominicana:
- 1900 - Valor Facial 1/2 ctv. - Colon en Salamanca

 Xile:
- 1879 - Valor facial: 5 ctvs. - Cristobal Colon
- 1881 - Valor facial: 2 ctvs. - Cristobal Colon
- 1901 - Valor facial: 2 ctvs. - Cristobal Colon

   Emissió conjunta amb motiu del 500 aniversari del descobriment
- 1992 - Valor Facial 60 pta. - Colon y el descubrimiento

Monedes
- La unitat monetària de Costa Rica rep el nom de Colón, substituint aquesta moneda l'anterior "peso" de Costa Rica el 1896. Aquesta divisa s'expressa amb el codi "₡" (C amb dues barres inclinades).
- 1982 - 1500 colons en or- amb el tema: Juan Vasquez de Coronado i Cristòfor Colom

 El Salvador:
- Entre els anys 1892 i 2004 la unitat monetària d'El Salvador fou el Colón salvadorenc, percedit pel "peso" i substituït pel dòlar dels Estats Units. El codi era SVC.

 Espanya:
- 2006 - 12 Euros en plata - Commemorativa dels 500 anys de la mort d'en Colom( Fotografia)

 San Marino: 
- 2006 - 2 Euros - en commemoració dels 500 anys de la mort d'en Colom ( Fotografia)